# Craig Ehlo
Joel Craig Ehlo, connu sous le nom de Craig Ehlo (né le 11 août 1961, à Lubbock, Texas), est un ancien joueur américain de basket-ball de NBA. Ehlo fut aussi une « victime » fréquente de Michael Jordan lors de sa carrière.

## Biographie
Arrière-ailier d'1,98 m issu de Odessa Junior College et de l'université d'État de Washington, Ehlo fut sélectionné au 3e tour de la draft 1983 par les Rockets de Houston. Il disputa 14 saisons en NBA avec quatre équipes, compilant 7492 points, 2456 passes décisives et 3139 rebonds.
Il passa le début de sa carrière aux Cavaliers de Cleveland, avec qui il totalisa 5130 points, 1803 passes décisives et 2267 rebonds en sept saisons (1986–1993). Ehlo est célèbre pour avoir été la victime des plus belles performances offensives de Michael Jordan, restée célèbre sous le nom de « The Shot ».
Le 7 mai 1989, Michael Jordan inscrit un tir à six secondes de la fin du match, qui donne l'avantage aux Bulls (99-98). Les Cavaliers prennent un temps mort. Craig Ehlo effectue une touche au profit de Larry Nance, qui lui repasse immédiatement la balle. Ehlo court vers le panier et inscrit un lay-up pour mener 100 à 99, avec trois secondes restantes. Lors des touches, Jordan était défendu par Ehlo et Nance : il choisit dans un premier temps de partir à droite vers Ehlo, puis revient soudainement vers la gauche, surprenant Nance et obtenant ainsi la passe de son coéquipier Brad Sellers. Jordan court vers le panier et inscrit un tir au niveau de la ligne des lancers francs à la dernière seconde, malgré une tentative de retour d'Ehlo, complètement dépassé. Ce dernier est resté profondément marqué par cette défaite,.
Ehlo passa la deuxième partie de sa carrière aux Hawks d'Atlanta en tant que remplaçant de Steve Smith. Avant la saison 1996-1997, il signa aux SuperSonics de Seattle, étant utilisé parcimonieusement. Ehlo participa aux Finales NBA, lors de la saison 1985-1986 avec les Rockets, s'inclinant 4-2 face aux Celtics de Boston.
Lors des saisons 2004-2005 et 2005-2006, Ehlo fut commentateur des matchs des SuperSonics de Seattle.
En 2010, après une opération chirurgicale, il sombre dans une addiction aux médicaments. En 2013, il est incarcéré durant un jour pour des faits de violences domestique, après avoir brûlé ses vêtements dans son garage à la suite d'un accès de folie. Après avoir suivi une cure de désintoxication, il semble avoir réduit ses addictions et est devenu ami avec LeBron James, comme lui joueur aux Cavaliers de Cleveland.